# Hades
Hades — компьютерная игра в жанрах roguelike и action/RPG, разработанная и выпущенная американской студией Supergiant Games. Игра была выпущена в ранний доступ в 2018 году как временный эксклюзив для запущенного тогда же сервиса Epic Games Store; полная версия для Windows, macOS и Nintendo Switch была выпущена в 2020 году. В 2023-м игра была портирована на iOS.
Сюжет игры основан на древнегреческой мифологии: главный герой Загрей, сын Аида, пытается сбежать из подземного царства мёртвых и добраться до горы Олимп; на этом пути ему помогают боги-олимпийцы, посылающие Загрею те или иные дары. В каждом прохождении игрок должен преодолеть серию собранных случайным образом комнат с врагами и наградами, в случае смерти Загрей возвращается в самое начало пути, во дворец Аида. В Hades присутствует множество возможных предметов и наград; некоторые из них теряются с каждой смертью персонажа, но другие переносятся в следующие прохождения — их можно потратить на улучшение характеристик или разблокировку новых видов оружия. Многочисленные прохождения Hades связываются воедино разнообразными сценами и диалогами, раскрывающими предысторию игры и отношения её персонажей.
Hades получила исключительно высокие оценки критики; обозреватели отмечали как увлекательный игровой процесс и высокую реиграбельность, так и проработанных и запоминающихся персонажей и мир. Она также добилась коммерческого успеха — продажи превысили миллион копий. В разработке находится игра-продолжение — Hades II.

## Игровой процесс

Геймплей Hades: Загрей (в центре экрана) использует набор даров, позволяющий выпущенным из лука стрелам взрываться при попадании

Hades использует двухмерную графику в изометрической проекции; управляемый игроком герой — бог Загрей — находится в центре экрана. В каждом прохождении игрок пытается пройти сквозь длинную последовательность комнат; при этом порядок комнат, появляющиеся в них враги и награды определяются случайным образом, так что ни одно прохождение не повторяет предыдущее. В игре представлены четыре области царства мёртвых (биома), в каждой из которых игрок сталкивается с новыми врагами и опасностями: Тартар, Асфодель, Элизий и Храм Стикса. В сражениях с врагами Загрей использует различное оружие, например, меч, лук или кристалл, который он может метать с большого расстояния.
После победы над всеми врагами в комнате Загрей получает соответствующую награду и может перейти в следующую комнату. Пиктограммы на дверях, ведущих в следующие комнаты, указывают, какая в них награда ждёт; персонаж может пройти только в одну дверь. В награду Загрей может получить дары олимпийцев: усиления или новые способности, тематически связанные с определённым богом. Например, Зевс, повелевающий молниями, может даровать способность поражать врагов электрическим разрядом.
В игре есть множество других возможных наград: так, «тьма» позволяет навсегда увеличить характеристики героя между прохождениями, монеты («оболы Харона») можно потратить на ценные предметы в магазине Харона, молоты Дедала улучшают оружие персонажа, и тому подобное. Некоторые предметы и способности — дары олимпийцев, оболы или молоты — теряются после каждой очередной смерти Загрея, другие — как «тьма», ключи и самоцветы — переходят в следующие прохождения, и их можно потратить на улучшение характеристик или разблокировку новых видов оружия во дворце Аида.
Если финальный босс был побеждён хотя бы один раз, открывается возможность заключить «Пакт о наказании» — различные условия, влияющие на сложность игры в очередном прохождении. Такие условия могут, например, изменить правила сражений с боссами, сделать рядовых врагов сильнее или заставить ловушки и лаву убивать игрового персонажа мгновенно, а не просто отнимать у него здоровье; при желании игрок может активировать несколько условий одновременно. Победы над боссами в таких усложнённых прохождениях приносят игроку ценные предметы, нужные для усовершенствования оружия и дворца Аида.
В промежутках между прохождениями Загрей может исследовать дворец Аида — с этого места начинается игра, и сюда герой возвращается после каждой смерти. Здесь игрок может получить новое оружие, использовать найденные в прохождении предметы — например, ключи и самоцветы, чтобы разблокировать постоянные улучшения для Загрея или гарантировать появление в следующих прохождениях определённых комнат и предметов. Загрей также может взаимодействовать с различными обитателями царства мёртвых — из диалогов с ними строится сквозное повествование, связывающее друг с другом многочисленные прохождения; Загрей может получить таким образом задания с дополнительными наградами. Взаимодействие с неигровыми персонажами строится случайным, процедурным образом — каждый раз, когда игрок в очередном прохождении общается с тем или другим неигровым персонажем, игра случайным образом выбирает для диалога одну из множества заранее заготовленных тем. При этом учитывает контекст: многие реплики возникают лишь при выполнении определённых условий — в зависимости от того, какое оружие держит герой, как он погиб в прошлый раз, какие отношения у него сложились с тем или другим персонажем.
Загрей может укреплять отношения с неигровыми персонажами, делая им подарки — нектар или амброзию; при достаточном уровне дружбы персонаж подарит герою «сувенир» — особый экипируемый предмет, дающий те или иные бонусы в бою. Если с экипированным сувениром выиграть определённое количество сражений с врагами, сувенир получит новый ранг и станет мощнее. С тремя персонажами — Дузой, Мегерой и Танатосом — протагонист может таким образом начать выстраивать по желанию игрока не только дружбу, но и романтические отношения. В Hades присутствует мини-игра с рыбалкой — раздобыв удочку, Загрей может удить рыбу в некоторых местах между сражениями. Выловленную рыбу можно обменять на награды у повара.

## Сюжет
Загрей, сын Аида, пытается сбежать из подземного царства мёртвых, где властвует его отец, и добраться до горы Олимп. Аид препятствует этим попыткам, посылая за ним различных обитателей царства мёртвых — как рядовых грешников, так и более видных представителей древнегреческой мифологии; среди них бывшая возлюбленная Загрея Мегера, костяная Лернейская гидра, герой Тесей вместе с Минотавром и, наконец, сам Аид. В побегах Загрею помогают олимпийские боги, посылающие Загрею различные дары, а также дружественные обитатели царства мёртвых — например, Сизиф, Эвридика или Патрокл.
По мере развития сюжета Загрей выясняет, что его настоящей матерью была богиня Персефона, чьё имя в Подземном мире под запретом. После первой победы над Аидом Загрей выбирается на поверхность земли и встречается с матерью, но обнаруживает, что привязан к Подземному миру и не может выжить на поверхности; Персефона, в свою очередь, отказывается вернуться на Олимп. Персефона покинула царство Аида, поскольку её сын от Аида — Загрей появился на свет мёртвым; лишь позже благодаря богине Никте он получил жизнь. В конечном счёте Загрею удаётся убедить мать вернуться в Подземный мир и воссоединить родителей друг с другом; Аид, преисполнившись уважения к сыну, разрешает ему возобновить побеги и возвращения уже в рамках поиска уязвимостей в охране царства мёртвых.
В эпилоге Персефона примиряется с богами-олимпийцами, пригласив их всех на пир во дворце Аида; её отказ возвращаться на Олимп объясняют тем, что Персефона съела семена священного граната и из-за этого может покинуть Подземный мир лишь на несколько месяцев в году. Хотя этот предлог не соответствует действительности, и олимпийцы, и обитатели Подземного мира принимают его без возражений, так, чтобы между богами мог наступить мир.

## Разработка

### Создание концепции
Supergiant Games приступила к планированию и разработке Hades сразу же после выпуска своей предыдущей игры Pyre (2017). В то время как разработка предыдущих игр студии — Bastion, Transistor и Pyre — строилась как конечный процесс, заканчивающийся с выпуском игры, отправной точкой для Hades стала концепция «расширяемой» игры, которую можно было бы дорабатывать и после выпуска — то есть ранний доступ. Другими идеями, заложенными в Hades на самых первых порах, стали «реиграбельность», то есть интересность игры при повторных прохождениях, и «моментальность» игрового процесса — так, чтобы игрок мог запустить Hades в любой момент и играть в неё короткими промежутками, не теряя при этом нити повествования. Таким образом студия пришла к идее roguelike-игры: решение разрабатывать Hades в этом жанре было принято и с оглядкой на игры других разработчиков — Darkest Dungeon, Slay the Spire и Dead Cells; все эти игры использовали схожие геймплейные концепции и были чрезвычайно успешны в раннем доступе. Руководитель разработки игры Грег Касавин также вспоминал как источник вдохновения игру Gemstone Warrior (1984), за которой провёл много часов в школьные годы — она была примечательна крайне запутанной картой мира, которую нельзя было просто заучить и знать, что будет дальше.
Supergiant Games предпочитала использовать при описании жанра игры слово roguelike, хотя сам Касавин и отмечал, что относит её скорее к подкатегории roguelite-игр («лёгких roguelike») — такие игры не столь жёстко наказывают игрока за ошибки и проще для освоения. Hades включает в себя и элементы, схожие с предыдущими играми студии — сражения в ней напоминают бои из Bastion, система даров олимпийцев — схожую механику из Transistor; по словам Касавина и сооснователя студии Амира Рао, они не склонны отбрасывать хорошие идеи, над которыми в своё время работали с удовольствием, так что повторное использование этих уже отработанных механик было естественным. Хотя последовательность комнат в игре создаётся процедурным образом, сами комнаты создавались разработчиками вручную в специальном редакторе, где задавались положения препятствий, ловушки и места появления врагов. При этом принципы дизайна уровней различаются в разных биомах — так, в Тартаре небольшие, окружённые стенами комнаты с одним-двумя выходами, а в Асфоделе комнаты выглядят как обширные архипелаги из островков, окружённых лавой, и выходов в них может быть два или три.

### Сценарий и сеттинг
Разработчики обсуждали возможность повторно использовать для нового проекта какой-нибудь из миров, созданных для предыдущих игр, но в конечном счёте решили обратиться к чему-то новому — древнегреческой мифологии, теме, которую креативный директор игры Грег Касавин любил с детства. В процессе работы над игрой он погрузился в античную литературу, читал Диодора Сицилийского, Овидия и Гесиода, а также различные переводы «Илиады» и «Одиссеи». Изначально планировалось выстроить игру на основе мифа о Минотавре — её действие должно было происходить в постоянно меняющемся лабиринте царя Миноса, и игровой персонаж должен был бы найти и убить Минотавра, скрывающегося в центре лабиринта. Эта идея хорошо сочеталась с геймплеем roguelike-игры, но написать для неё хороший сюжет с интересным протагонистом было сложно, так что в конечном счёте лабиринт стал подземным царством Аида. Имя «Загрей» Касавин почерпнул из своих чтений — об этом боге, отождествлявшимся с Дионисом, мало что известно, что открывало возможности для литературного вымысла. Введение в повествование античных богов — переменчивых в своих настроениях и часто находящихся в конфликте друг с другом — также позволяло легко интерпретировать разные силы и разные препятствия, с которыми игрок сталкивается в игре, как дары и испытания богов.
Жанр roguelike и ориентация на выпуск в ранний доступ с последующей доработкой повлияла и на структуру сценария и диалогов. Supergiant Games всегда старалась строить игры так, чтобы их сюжеты и персонажи вызывали сильный эмоциональный отклик, остающийся с игроком и после того, как игра пройдена, но первые игры студии были линейными историями, развертывающимися от начала к концу; Pyre хотя и представляла собой эксперимент с нелинейным, ветвящимся повествованием, всё же была рассчитана лишь на одно прохождение. Hades использует «телесериальный» подход к построению сюжета, позволяющий постепенно добавлять новые сцены и взаимоотношения между персонажами — здесь самая первая версия игры в раннем доступе рассматривалась как «пилотный эпизод», лишь вводящий новых героев и задающий основу повествования. Сценарий игры сознательно построен так, чтобы игрок не испытывал фрустрации при гибели персонажа и потере прогресса — элемента, характерного для roguelike-игр.
Возвращение во дворец Аида с каждым поражением связано с развитием сюжета — другие персонажи восхищаются тем, как далеко Загрею удалось уйти, или глумятся над его очередной смертью; каждый раз игрок открывает новые диалоги, рассказывающие больше о персонажах и предыстории происходящего. Студия решила не вводить каких-либо механизмов, явно заставляющих игроков возвращаться в игру — например, наград за ежедневный запуск; источником мотивации для игрока запускать Hades вновь и вновь должна была быть внутренняя ценность игры — желание увидеть новые диалоги между персонажами и новые комбинации способностей.

### Озвучивание и музыка

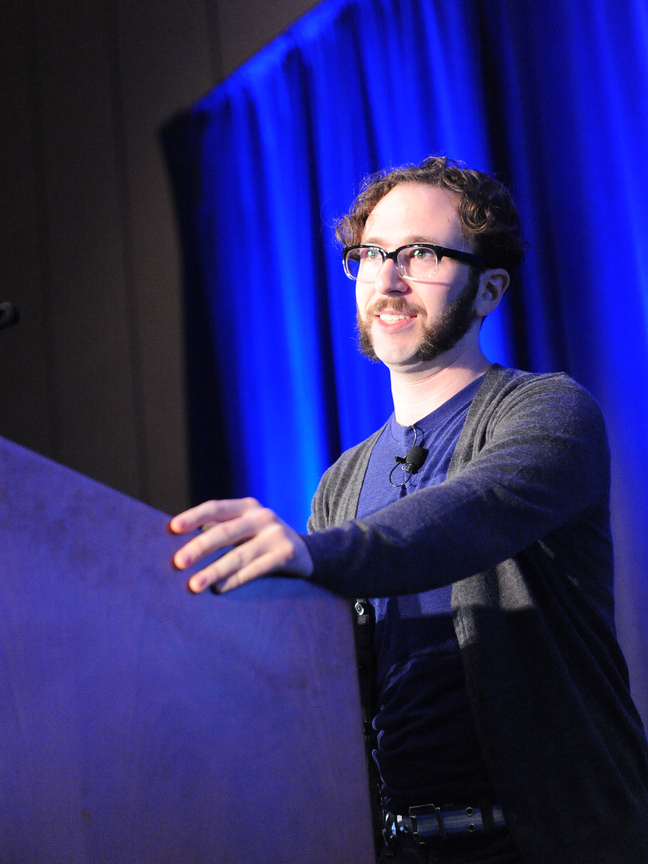
Композитор Даррен Корб не только написал музыкальное сопровождение к игре, но и озвучил главного героя Загрея

Hades стала первой игрой студии, в которой была озвучена каждая реплика — всего больше 20 тысяч строк диалогов. Эти диалоги и сцены вводятся в игру нелинейным образом, исходя из множества связанных друг с другом событий, которые потенциально могут произойти с игроком. Загрея озвучил композитор студии Даррен Корб — хотя на эту роль пробовались и профессиональные актёры, Касавин посчитал, что Корб идеально вошёл в роль. Корб, будучи уроженцем Калифорнии, озвучивал Загрея с британским акцентом; основным источником вдохновения для него стала игра Тома Хиддлстона в роли Локи в кинематографической вселенной Marvel. Другие актёры, озвучивавшие богов-олимпийцев, также использовали британский акцент — создатели игры посчитали, что такой выговор лучше подходит для мифологической вселенной игры, «наподобие „Властелина Колец“» и в подражание старому голливудскому кинематографу, где греческих богов актёры играли с британскими акцентами. При этом обитатели подземного царства мёртвых используют американское произношение — такая разница лучше подчёркивала контраст между двумя группами персонажей.
При озвучивании Касавин и актёры уделяли особое внимание разнообразию голосов и соответствию голоса характеру персонажа: так, актриса Авалон Пенроуз озвучивала фурию-«доминатрикс» Мегеру намеренно хриплым голосом, более низким и горловым, чем её естественный голос; Куртни Вайнис, давшая голос Дузе (Горгоне Медузе) и Афродите, постаралась сделать их как можно более разными: если Дуза задумывалась как милый и шаловливый персонаж — наподобие персонажей, которых Вайнис озвучивала в предыдущих играх студии — то Афродита, напротив, должна была звучать иначе, мелодично и сладко, отражая иную сторону чувственности, чем у Мегеры — «[голос] яркий и высокий, словно гобой, на котором играет опытный музыкант».
Корб, писавший музыку для всех предыдущих игр студии, написал и саундтрек для Hades и исполнил в нём вокальную партию для мужского голоса. Как и в работе над музыкой к Transistor, он использовал как источник вдохновения музыку группы Radiohead: в исполнении песни Lament of Orpheus он подражал фальцету Тома Йорка, считая, что именно такая песня Орфея и могла бы растрогать олимпийских богов до слёз. Корб и певица Эшли Баррет записали два трека с камерным оркестром в знаменитой студии «Эбби-Роуд» в Лондоне — место, где когда-то записывались The Beatles. Композитор Остин Винтори помогал Корбу с аранжировкой музыки и лично дирижировал оркестром.

### Epic Games Store и The Game Awards
Будучи небольшой студией — около 20 сотрудников — Supergiant Games не могла позволить себе поддерживать разработку игры по модели раннего доступа для большого количества версий и платформ, поэтому было принято решение ограничиться поначалу только одной платформой. В процессе разработки студия вступила в переговоры с компанией Epic Games — та намеревалась запустить свой собственный сервис цифровой дистрибуции Epic Games Store. Supergiant Games посчитала его подходящей площадкой для Hades — создатели Epic Games Store заявляли одной из своих целей интеграцию с стриминговыми сервисами и YouTube и поддержку создателей видеоконтента, а Hades, по словам Грега Касавина, задумывалась именно как игра, «за которой наблюдать должно быть так же интересно, как и играть в неё». Supergiant Games предполагала, что на завершение Hades уйдёт около трёх лет, что было сопоставимо со временем разработки каждой из предыдущих игр. Чтобы реализовать все задуманные цели и уложиться в сроки, студия перешла к коротким месячным циклам разработки, разделённым на фазы — если в первой из них после объявления текущих целей разрешалось вносить крупные изменения в программный код, во второй фазе код «закрывали», чтобы уделить все внимание доработке и полировке.

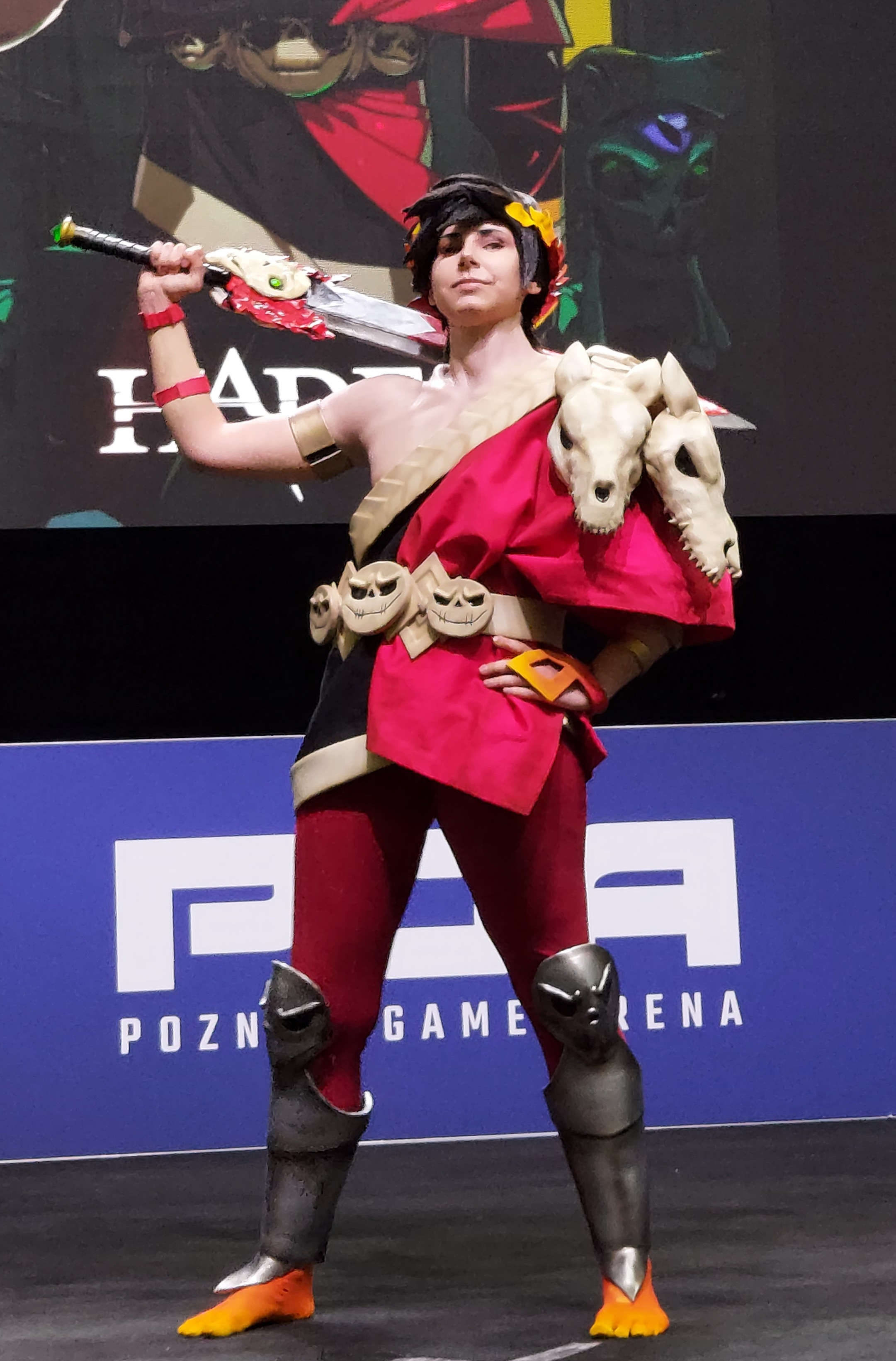
Косплей Загрея на выставке Poznań Game Arena 2021 (Польша)

Hades была анонсирована на церемонии The Game Awards 2018 6 декабря 2018 года и в этот же день выпущена в ранний доступ через сервис цифровой дистрибуции Epic Games Store. Сам Epic Games Store был анонсирован на той же самой церемонии и запущен в тот же самый день, и Hades стала в этом сервисе одной из первых сторонних игр, разработанных кем-либо ещё, кроме создавшей его Epic Games, и одним из наиболее заметных и привлекающих внимание продуктов, продаваемых через Epic Games Store — ни в каком другом сервисе её купить было нельзя.
Одновременный выход Hades, запуск Epic Games Store и их анонсирование в рамках церемонии были скоординированы заранее; по словам Джеффа Кили, ведущего и организатора The Game Awards, руководители Supergiant Games Амир Рао и Грег Касавин сами обратились к нему на конференции D.I.C.E. Summit в феврале 2018 по поводу Hades. Сама разработка игры на этом этапе строилась с расчётом именно на анонсирование через The Game Awards и немедленный выход в ранний доступ — Кили как организатор церемонии даже посещал студию разработчиков в начале лета 2018 года и знакомился с предварительной версией игры. Договор о выпуске в Epic Games Store был подписан позже — эта сделка ещё не имела места на момент февральских переговоров об анонсе через The Game Awards. В течение года Hades оставалась эксклюзивом Epic Games Store; лишь 10 декабря 2019 года игра вышла в более популярном сервисе Steam.

### Ранний доступ
В двухлетний период, пока игра находилась в раннем доступе, разработчики с большим вниманием относились к многочисленным отзывам и замечаниям игроков; они поддерживали сервер в Discord специально для отзывов, бесчисленное количество раз перепроходили игру сами, смотрели прохождения стримеров, а также использовали анонимизированные большие данные о прохождениях, которые собирала сама игра — например, о том, с каким оружием игроки проходят игру в первый раз, или на каком месте игры игроки часто «застревают». Обновления и изменения делались с учётом всех этих данных; Supergiant Games старалась добавлять в каждое крупное обновление новый значимый для игроков контент — например, новые дары олимпийцев.
Понравившиеся игрокам новые механики, как, например, «аспекты», закреплялись и делались более значимыми, новое оружие, как боксёрские перчатки Мальфон или рельсотрон Экзагриф, отражало разные излюбленные игроками стили прохождения. В определённой степени отзывы повлияли и на сценарий: такие персонажи, как исполняющий роль тренировочного манекена скелет Скелли или горничная Дуза (Горгона Медуза), первоначально введённые ради шутки, оказались очень популярными у игроков и получили новые сцены и диалоги. Игра покинула ранний доступ 17 сентября 2020 года; полная версия игры — «1.0» — была выпущена в тот же день и для игровой приставки Nintendo Switch. 20 марта 2023 года Hades вышла на iOS через сервис Netflix.

## Отзывы, продажи и награды
| Сводный рейтинг       | Сводный рейтинг           |
| Агрегатор             | Оценка                    |
| --------------------- | ------------------------- |
| Metacritic            | ПК: 92/100 Switch: 93/100 |
| OpenCritic            | 93/100                    |
| Иноязычные издания    |                           |
| Издание               | Оценка                    |
| Edge                  | 9/10                      |
| Eurogamer             | «Важно»                   |
| Game Informer         | 8,5/10                    |
| GameRevolution        | [ 35 ]                    |
| GameSpot              | 9/10                      |
| IGN                   | 9/10                      |
| PC Gamer (UK)         | 90/100                    |
| Русскоязычные издания |                           |
| Издание               | Оценка                    |
| 3DNews                | 10/10                     |
| «Игры Mail.ru»        | 9,0/10                    |
| «Канобу»              | 10/10                     |

По данным агрегатора Metacritic, игра получила «всеобщее признание» критиков. Игра возглавила «Зал славы 2020» по версии агрегатора OpenCritic.
Ник Лаймон из IGN назвал игру «уникальным в своем роде роглайтом», задающим в индустрии компьютерных игр новую планку — по словам обозревателя, игра комбинирует элементы крайне отличающихся друг от друга жанров, используя их сильные стороны и заставляя их дополнять друг друга, создавая неожиданные сочетания. Джоди Макгрегор из PC Gamer особенно отметив боевую систему Hades, противопоставив её предыдущим играм Supergiant Games, в которых боевая система была слабейшей стороной; в Hades, по его мнению, творится «настолько насыщенный экшн, что после него остаёшься на нервах, под кайфом от адреналина». Суриэль Васкес из GameSpot положительно оценила боевую систему и проработку сюжета, однако отметила, что текст на маленьком экране Nintendo Switch сложно воспринимать. Джордан Девор из Destructoid назвал игру лучшим творением Supergiant Games.
Алексей Егоров из «Канобу» описывал Hades как крайне затягивающую игру из разряда «ну я ещё разок пробегусь и спать»; её небольшим недостатком обозреватель счёл малое количество локаций и боссов, но при этом отметил, что разнообразие геймплейных возможностей всё равно позволяет сделать каждое прохождение уникальным. Михаил Пономарёв из 3DNews поставил игре высший возможный балл, назвав её «амброзией в чистом виде», особо отметив визуальный стиль, проникновенную историю и необыкновенно разнообразный игровой процесс; при этом Пономарев посетовал прохождение игры до «настоящего» финала займёт огромное количество времени. По мнению Натальи Одинцовой из «Игр Mail.ru», хотя сам жанр Hades предписывает многому повторяться и перепроходить одни и те же места много раз, в игре огромный объём контента, и от неё не устаешь очень долго; в ней видна индивидуальность, и в неё просто приятно играть — «Hades очень ловко учит игрока любить [жанр] rogue-like».
Hades была номинирована на церемонии награждения The Game Awards 2020 в восьми категориях, включая «Игра года», уступив по числу номинаций лишь The Last of Us Part II. Игра стала победительницей в категориях «Лучший экшен» и «Лучшая независимая игра» данной церемонии. Hades назвали лучшей игрой 2020 года такие издания, как Time, The Washington Post, Paste, Slant Magazine, Mashable, IGN, Eurogamer и 3DNews (выбор редакции). На BAFTA Games Awards 2021 Hades стала лидером по количеству наград, взяв среди прочих и титул лучшей игры года.На 56-й ежегодной церемонии награждения премии «Небьюла» игра победила в категории «Лучший сценарий в видеоигре».
Игра добилась коммерческого успеха. За почти два года, пока игра находилась в раннем доступе, было продано семьсот тысяч копий. В течение первых трёх дней после официального выпуска было продано ещё триста тысяч копий Hades, так что общие продажи игры превысили миллион. По данным портала SteamDB, Hades стала самой высокооценённой среди игроков игрой 2020 года в Steam.
| Год  | Награда                 | Категория                                             | Итог      | Ссылка |
| ---- | ----------------------- | ----------------------------------------------------- | --------- | ------ |
| 2020 | Golden Joystick Awards  | Игра года                                             | Номинация | [ 57 ] |
| 2020 | Golden Joystick Awards  | Лучшая игра года для ПК                               | Номинация | [ 57 ] |
| 2020 | Golden Joystick Awards  | Лучшее повествование                                  | Номинация | [ 57 ] |
| 2020 | Golden Joystick Awards  | Лучший визуальный дизайн                              | Номинация | [ 57 ] |
| 2020 | Golden Joystick Awards  | Лучшая инди-игра                                      | Победа    | [ 58 ] |
| 2020 | Golden Joystick Awards  | Выбор критиков                                        | Победа    | [ 59 ] |
| 2020 | The Game Awards 2020    | Лучшая игра года                                      | Номинация | [ 60 ] |
| 2020 | The Game Awards 2020    | Лучшая игровая режиссура                              | Номинация | [ 60 ] |
| 2020 | The Game Awards 2020    | Лучшее игровое повествование                          | Номинация | [ 60 ] |
| 2020 | The Game Awards 2020    | Лучшее визуальное оформление                          | Номинация | [ 60 ] |
| 2020 | The Game Awards 2020    | Лучший саундтрек и музыка                             | Номинация | [ 60 ] |
| 2020 | The Game Awards 2020    | Лучшая актёрская игра                                 | Номинация | [ 60 ] |
| 2020 | The Game Awards 2020    | Голос игроков                                         | Номинация | [ 60 ] |
| 2020 | The Game Awards 2020    | Лучшая инди-игра                                      | Победа    | [ 60 ] |
| 2020 | The Game Awards 2020    | Лучшая action-игра                                    | Победа    | [ 60 ] |
| 2021 | BAFTA Games Awards 2021 | Лучшая игра                                           | Победа    | [ 52 ] |
| 2021 | BAFTA Games Awards 2021 | Лучший геймдизайн                                     | Победа    | [ 52 ] |
| 2021 | BAFTA Games Awards 2021 | Лучшая оригинальная игра                              | Номинация | [ 52 ] |
| 2021 | BAFTA Games Awards 2021 | Лучший нарратив                                       | Победа    | [ 52 ] |
| 2021 | BAFTA Games Awards 2021 | Игра года по версии пользователей                     | Номинация | [ 52 ] |
| 2021 | BAFTA Games Awards 2021 | Лучшая актёрская игра второго плана (Логан Каннингэм) | Победа    | [ 52 ] |
| 2021 | BAFTA Games Awards 2021 | Лучший звук                                           | Номинация | [ 52 ] |
| 2021 | BAFTA Games Awards 2021 | Приз за художественные достижения                     | Победа    | [ 52 ] |
| 2021 | BAFTA Games Awards 2021 | Лучшая музыка                                         | Номинация | [ 52 ] |
| 2021 | 2020 Nebula Awards      | Лучший игровой сценарий                               | Победа    | [ 61 ] |

## Наследие
Игра-продолжение Hades II была анонсирована на церемонии The Game Awards 2022 в декабре 2022 года. Это был первый случай за всю историю Supergiant Games, когда студия взялась за разработку сиквела к одной из своих старой игр, а не чего-то совершенно нового — «попытаться сделать продолжение, которое могло бы каким-то образом воссоздать то же ощущение чуда и восторга, что дарил его предшественник». В Hades II место протагониста занимает Мелиноя — в соответствии с сюжетом игры, дочь Аида и сестра Загрея, «бессмертная ведьма и волшебница с мощными магическими способностями»; её противником является «Титан Времени» Кронос — отец Аида. Кронос вырвался из подземного мира, чтобы вести войну против Олимпа, и Мелиноя с помощью богов-олимпийцев должна противостоять армии деда. Как и во времена разработки оригинальной Hades, Supergiant Games объявила о планах сначала выпустить новую игру в ранний доступ и прислушиваться к отзывам игроков.

## Комментарии
1. ↑  С англ. «Аид», бог царства мёртвых в древнегреческой мифологии и собственно это царство.